# 重合度
重合度（じゅうごうど）、すなわちDP（英語：degree of polymerization）は、巨大分子やポリマーやオリゴマー分子中のモノマー単位の数である  。 
ホモポリマーの場合、１種類のモノマー単位しかなく、数平均重合度は次式で与えられる。  
{\displaystyle DP_{n}\equiv X_{n}={\frac {M_{n}}{M_{0}}}}
ここで、Ｍnは数平均分子量であり、Ｍ0はモノマー単位の分子量である。工業製品のポリマー製造においては、ほとんどの場合、数千または数万の重合度が必要とされる。この数はポリマーの分子サイズの通常の変化を反映しているわけではなく、モノマー単位の数平均を表しているだけである。
しかし、いくつかの専門書では、DPを繰り返し単位の数として定義しており、この場合はコポリマーでは繰り返し単位はモノマー単位と同一ではないかもしれない 。 例えば、 ナイロン66では、繰り返し単位は、2種類のモノマー単位、－NH(CH2)6NH－および－OC(CH2)4CO－を含むので、1000個のモノマー単位の鎖は500個の繰り返し単位に相当する。重合度または鎖長は、最初の（IUPAC）定義（モノマー単位）で1000、2番目の定義（繰り返し単位）で500になる。 

## 逐次重合と連鎖重合
逐次重合では、高い重合度 Xn（分子量）を達成するためには、 カロザースの式  によると、モノマー転化率pを高くする必要がある
{\displaystyle {\bar {X}}_{n}={\frac {1}{1-p}}}
例えば、Xn = 100を達成するためには、p = 99%のモノマー転化率が必要である。 
しかし、連鎖重合（フリーラジカル重合) の場合、カロザースの式は適用されない。その代わりに、長い高分子鎖が反応の初期から形成される。反応時間を長くすると、ポリマー収率は増加するが、平均分子量にはほとんど影響を及ぼさない。 重合度は、動力学的鎖長に関係しており、これは開始鎖当たりに重合したモノマー分子の平均数に相当する。しかし、それは以下のようないくつかの理由で動力学的鎖長とは異なる。 
- 連鎖停止反応において、2つのラジカル鎖が、全体的または部分的に再結合することによって、重合度が倍になる可能性がある[11]
- モノマーへの連鎖移動反応は、反応している同じ動力学的鎖に対し、新しい高分子を発生させる、これは重合度の減少をもたらす。
- 溶媒または溶解成分（改質剤や調整剤)への連鎖移動は、重合度を低下させる[12] [13]。

## 物性との相関

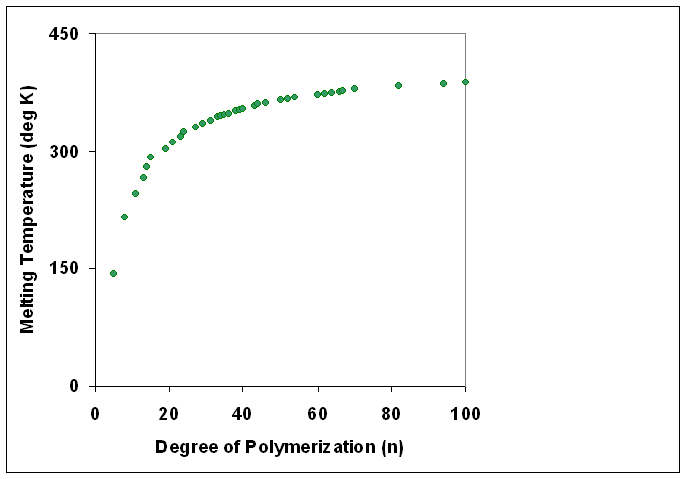
ポリエチレンの重合度と溶融温度の関係、Flory and Vrij（1963）によるデータ。

同一の組成のポリマーであっても、分子量が異なると、違った物理的性質を示す。一般的に、重合度が上がると、溶融温度が高くなり、機械的強度が向上する。
一般的には、分子量10万以上になると、軟化温度・密度・引張強度などへの分子量の影響は無関係となる

## 数平均および重量平均
合成ポリマーは、異なる重合度を持った巨大分子成分の混合物からなっており、したがってさまざまな分子量を有する。いろいろな種類の平均分子量があり、それぞれ異なった実験で測定することができる。最も重要な２つの平均分子量は、数平均（Xn）と重量平均（Xw）である。 
数平均重合度は、ポリマー成分の重合度の加重平均であり、それぞれの成分のモル分率（または分子数）によって重み付けされる。それはポリマーの浸透圧の測定により通常決定される。 
重量平均重合度は、ポリマー成分の重量分率（または分子の全重量）で重み付けされた重合度の加重平均である。それはポリマーによるレイリー散乱の測定により通常決定される。 

## 参照
無水グルコース単位